# 南極深海鮭
南極深海鮭，為輻鰭魚綱水珍魚目小口兔鮭科的其中一種，為深海魚類，分布於南冰洋海域，棲息深度0-4000公尺，體長可達14公分，棲息在大洋中層水域，生活習性不明。